# Cohicaleyrodes indicus
Cohicaleyrodes indicus là một loài côn trùng cánh nửa trong họ Aleyrodidae, phân họ Aleyrodinae.
Cohicaleyrodes indicus được David & Selvakumaran miêu tả khoa học đầu tiên năm 1987.